# 베를린 국립박물관

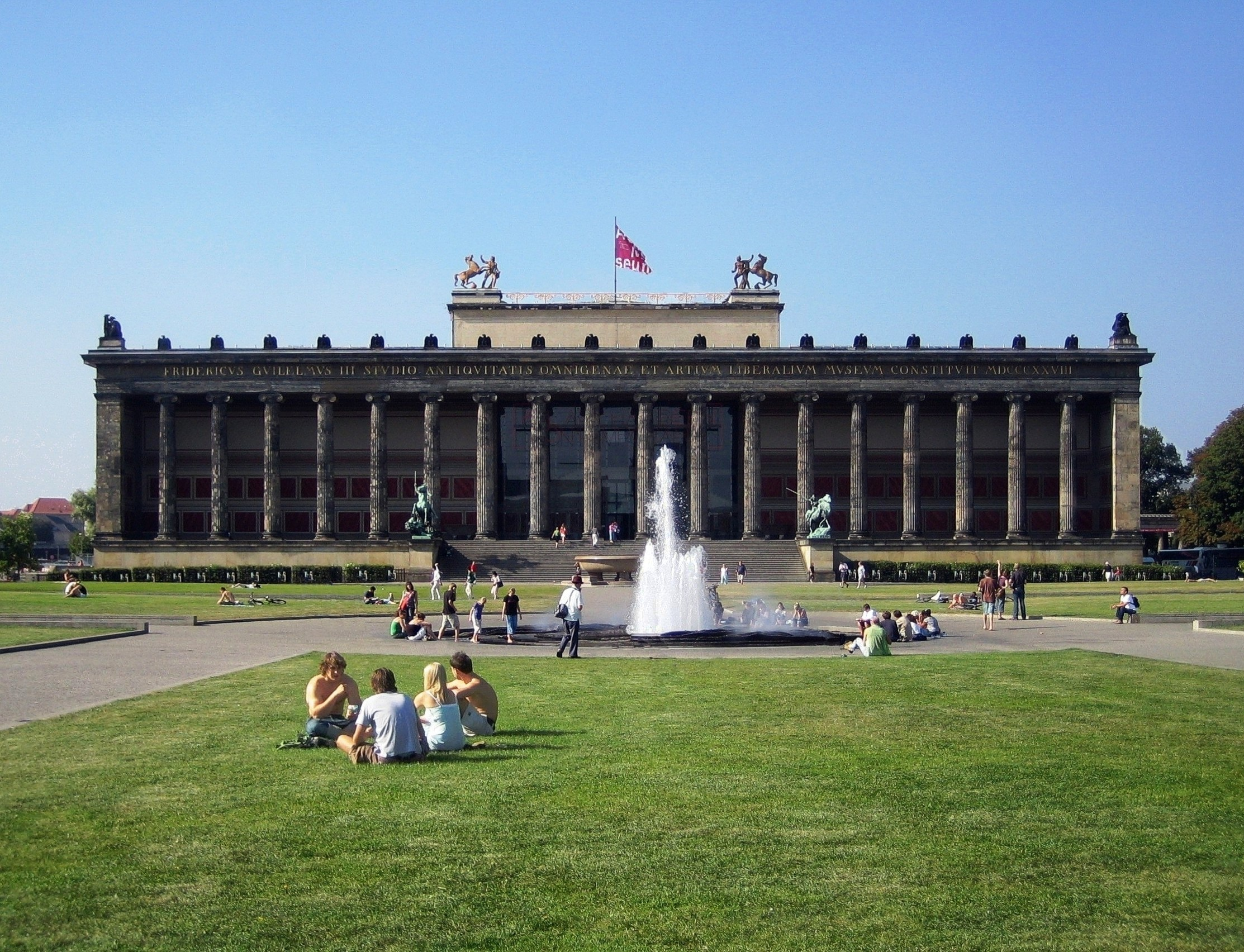

베를린 국립박물관(독일어: Staatliche Museen zu Berlin)은 독일 베를린의 박물관들의 모임이다. 박물관 17곳에 여러 연구소와 도서관, 그리고 이를 지원하는 시설들이 구성되어 있다. 박물관섬에 있는 이 단지는 1999년 유네스코의 세계유산으로 등재되었다. 2007년, 베를린 박물관은 유럽 최대의 박물관 단지로 성장하였다.

## 박물관 위치

### 다름
구(舊) 카이자 프리드리히 미술관(다름은 베를린에 있는 지명). 건물은 신고전주의의 기수인 싱켈이 담당하였고 건축 그 자체도 미술품으로서의 가치를 충분히 갖추고 있다. 소장품 규모는 다른 것에 비하여 별로 크다고는 할 수 없고 또한 그만큼 파퓰러한 작품이 많지는 않으나 각파 각 시대에 걸쳐서 전체적으로 질적인 수준이 높은 것이 특색으로 되어 있다.

## 같이 보기
- 베를린 신 박물관
- 베를린 구 박물관
- 베를린 구 국립미술관